# Biatas nigropectus
Biatas nigropectus е вид птица от семейство Thamnophilidae, единствен представител на род Biatas. Видът е световно застрашен, със статут Уязвим.

## Разпространение
Видът е разпространен в Аржентина и Бразилия.